# 12 juni
12 juni är den 163:e dagen på året i den gregorianska kalendern (164:e under skottår). Det återstår 202 dagar av året.

## Återkommande bemärkelsedagar

### Nationaldagar
- Filippinernas nationaldag (till minne av utropandet av självständigheten från USA denna dag 1898; USA:s erkännande av självständigheten dröjde dock till 1946)
- Ryssland nationaldag (sedan 1992; till minne av grundandet av Ryska federationen och självständighetsförklaringen från Sovjetunionen denna dag 1990)

## Namnsdagar

### I den svenska almanackan
- Nuvarande – Eskil
- Föregående i bokstavsordning
  - Eje – Namnet infördes på dagens datum 1986, men utgick 1993.
  - Esbjörn – Namnet infördes 1831 på 10 maj. 1993 flyttades det till dagens datum, men återfördes 2001 till 10 maj.
  - Eskil – Namnet har, till minne av Södermanlands apostel, även i formen Escillus, funnits på dagens datum sedan gammalt och har inte flyttats. Före 1680 och 1730–1752 förekom det också på 6 oktober i formen Eschillus.
  - Evan – Namnet infördes på dagens datum 1986, men utgick 1993.
- Föregående i kronologisk ordning
  - Före 1901 – Eskil eller Escillus
  - 1901–1985 – Eskil
  - 1986–1992 – Eskil, Eje och Evan
  - 1993–2000 – Eskil och Esbjörn
  - Från 2001 – Eskil
- Källor
  - Brylla, Eva (red.): Namnlängdsboken, Norstedts ordbok, Stockholm, 2000. ISBN 91-7227-204-X
  - af Klintberg, Bengt: Namnen i almanackan, Norstedts ordbok, Stockholm, 2001. ISBN 91-7227-292-9

### Finlandssvenska almanackan
- Nuvarande från 1929[1] – Eskil
- I föregående revideringar[a][2]
  - inga ändringar sedan 1929

## Händelser
- 1550 – Den svenske kungen Gustav Vasa låter grunda en stad vid Helsingeåns sista fors och utlopp i södra Finland och därmed får staden namnet Helsingfors. Borgare från de omkringliggande orterna Borgå, Ekenäs, Raumo och Ulvsby beordras flytta till den nya staden, för att bygga upp den, med tanke att den ska bli en handelskonkurrent på Finska vikens norra kust till den gamla estniska handelsstaden Reval (nuvarande Tallinn) på den södra. Det faktum att staden inte växer i den takt kungen har önskat och att Estland med Reval blir svenskt 1561 gör dock att Helsingfors inte får den handelspolitiska betydelse, som det är tänkt och Åbo förblir Finlands huvudort fram till 1812, då den ryske tsaren flyttar det finska storfurstendömets huvudstad därifrån till Helsingfors.
- 1789 – Sedan svenskarna dagen innan har förskansat sig vid sjön Porrassalmi i Finland utbryter under kvällen en strid mot ryssarna, som varar till kvällen därpå. Den ryska truppen på 7 000 eller 8 000 man lider svåra förluster på 300–400 stupade och 600–700 sårade, medan det på den svenska sidan stupar 53 man och såras 150 – av totalt 750 man. Detta blir den första svenska segern i det pågående kriget mot Ryssland och faktiskt den första svenska segern i ett fältslag sedan slaget vid Stäket under stora nordiska kriget 70 år tidigare (1719). Det är under detta slag, som den svenske befälhavaren Georg Carl von Döbeln blir träffad av en kula i pannan och därför under resten av livet tvingas bära sitt karakteristiska svarta pannband.
- 1954 – Påven Pius XII helgonförklarar den italienske pojken Domenico Savio, som var knappt 15 år vid sin död 1857. Savio blir därmed katolska kyrkans yngsta helgon någonsin och, på grund av sin låga ålder, bland annat ungdomarnas skyddshelgon.
- 1959 – Björnö i Västerås blir klassad som Naturreservat.
- 1964 – Knappt två år efter att den svarte sydafrikanske apartheidmotståndaren och juristen Nelson Mandela har blivit arresterad döms han och två medfångar till livstids fängelse, då man i domstol finner dem skyldiga till att ha initierat strejker, lämnat Sydafrika utan tillstånd, utfört sabotage och initierat gerillakrig mot den sydafrikanska regeringen. Mandela placeras på fängelseön Robben Island, där han sitter fängslad i 20 år, till 1982, varefter han flyttas till fängelset Pollsmoore i Kapstaden och 1988 till Victor Verster-fängelset i Paarl. I februari 1990 blir han frigiven efter nästan 28 år i fängelse.
- 1987 – Vid ett besök i Västberlin håller den amerikanske presidenten Ronald Reagan ett tal framför Brandenburger Tor, som är stängd av Berlinmuren. I talet uppmanar han sovjetledaren Michail Gorbatjov att föra den sovjetiska förändringspolitiken med glasnost och perestrojka ytterligare ett steg längre på vägen mot full frihet, genom att låta öppna Brandenburger Tor och riva Berlinmuren, med orden ”Generalsekreterare Gorbatjov, om ni söker fred, om ni söker välstånd för Sovjetunionen och Östeuropa, om ni söker liberalisering: Kom till denna port! Herr Gorbatjov, öppna denna port! Herr Gorbatjov, riv denna mur!” (Muren är visserligen Östtysklands och inte Sovjetunionens ansvar, men Östtyskland är en sovjetisk satellitstat.) Reagan håller talet trots protester från amerikanska utrikesdepartementet och nationella säkerhetsrådet. Två och ett halvt år senare faller muren, som är en symbol för kalla krigets delning av Europa.
- 1994 – Den amerikanske fotbollsspelaren och skådespelaren O.J. Simpsons förra fru Nicole Brown Simpson och hennes vän, restaurangservitören Ronald Goldman blir brutalt knivmördade i hennes hem i Los Angeles. O.J. Simpson blir en knapp vecka senare arresterad för morden, men blir under en mycket uppmärksammad rättegång, som pågår under större delen av 1995, frikänd från anklagelserna. Han blir frikänd av juryn, då ingen av jurymedlemmarna vill godkänna den relativt nymodiga DNA-analysen, som med 100 % säkerhet utpekar honom som mördaren.
- 2009 – Presidentval hålls i Iran, där den sittande presidenten Mahmoud Ahmadinejad utmanas av reformpolitikern Mir-Hossein Mousavi. Dagen efter valet tillkännages det att Ahmadinejad har vunnit valet med 62 % av rösterna, medan Mousavi har fått 34 %. Emellertid förekommer oegentligheter i rösträkningen och det iranska folket blir i allmänhet förvånat över valresultatet. Flera anklagelser om valfusk leder till ett folkligt uppror, som varar till året därpå. Upproret samlar miljontals iranier över hela landet och även utomlands och leder till att oppositionsrörelsen Irans gröna rörelse grundas. Efter att de våldsamma protesterna har tagit slut i februari 2010 fortsätter denna med fredliga protester i ytterligare ett år, till februari 2011.
- 2016 – Terrordådet i Orlando 2016, USA:s dittills allvarligaste skottlossning, utspelar sig.
- 2018 – Vid ett toppmöte i Singapore träffas USA:s president Donald Trump och Nordkoreas högste ledare Kim Jong-un. Mötet är det första någonsin mellan en amerikansk president och en nordkoreansk ledare. Vid mötet signeras en överenskommelse om kärnvapennedrustning på Koreahalvön.[3]

## Födda
- 1827 – Johanna Spyri, schweizisk författare
- 1843 – David Gill, brittisk astronom
- 1844 – Klaus Berntsen, dansk politiker, Danmarks konseljpresident 1910–1913
- 1851 – James Smith Jr., amerikansk demokratisk politiker, senator för New Jersey 1893–1899
- 1859 – Thomas J. Walsh, amerikansk demokratisk politiker, senator för Montana 1913-1933
- 1862 – James H. Brady, amerikansk republikansk politiker, guvernör i Idaho 1909–1911 och senator för samma delstat Idaho 1913
- 1874 – Robert Archer Cooper, amerikansk demokratisk politiker och jurist, guvernör i South Carolina 1919–1922
- 1890 – Egon Schiele, österrikisk konstnär
- 1897 – Anthony Eden, brittisk konservativ politiker, Storbritanniens utrikesminister 1935–1938, 1940–1945 och 1951–1955, kolonialminister 1939–1940, krigsminister 1940 och premiärminister 1955–1957
- 1899 – Fritz Lipmann, tysk-amerikansk biokemist, mottagare av Nobelpriset i fysiologi eller medicin 1953
- 1903 – Ragnar Brandhild, svensk fotograf, ateljéchef, inspicient och filmproducent
- 1905 – James Jeremiah Wadsworth, amerikansk diplomat och politiker, USA:s FN-ambassadör 1960–1961
- 1908
  - Marina Semjonova, rysk ballerina och koreograf
  - Otto Skorzeny, österrikisk militär och Obersturmbannführer
- 1916 – Ulla Isaksson, svensk författare och manusförfattare
- 1919 – Claude Marchant, amerikansk-svensk koreograf och dansare
- 1924 – George H.W. Bush, amerikansk republikansk politiker, USA:s FN-ambassadör 1971–1973, CIA-chef 1976-1977, vicepresident 1981–1989 och president 1989–1993
- 1928 – Vic Damone, amerikansk sångare och skådespelare
- 1929 – Anne Frank, tysk-nederländsk judisk författare
- 1930 – Jim Nabors, amerikansk skådespelare
- 1931
  - Fredrik Ohlsson, svensk skådespelare
  - Siv Widerberg, svensk författare, journalist och lärare
- 1932 – Jan Sandquist, svensk tv-reporter
- 1933 – Eddie Adams, amerikansk fotograf
- 1936
  - Abdel Moneim El-Guindi, egyptisk boxare
  - Nkem Nwankwo, nigeriansk författare
- 1937 – Vladimir Arnold, rysk matematiker
- 1941
  - Chick Corea, amerikansk jazzmusiker
  - Lucille Roybal-Allard, amerikansk demokratisk politiker, kongressledamot 1993–
- 1942 – Bert Sakmann, tysk cellfysiolog, mottagare av Nobelpriset i fysiologi eller medicin 1991
- 1944 – Jujja Wieslander, svensk barnboksförfattare
- 1945 – Pat Jennings, brittisk fotbollsmålvakt
- 1947 – Rose Lagercrantz, svensk författare
- 1951 – Brad Delp, amerikansk musiker
- 1953
  - Colin Challen, brittisk labourpolitiker, parlamentsledamot 2001–2010
  - Christina Gunnardo, svensk sångare, sångtextförfattare och kompositör
- 1956 – Danne Stråhed, svensk dansbandsmusiker, artist och låtskrivare
- 1958 – Ann-Christin Biel, svensk operasångare
- 1959 – Jenilee Harrison, amerikansk skådespelare
- 1968 – Sannamari Patjas, svensk skådespelare
- 1971 – Mark Henry, amerikansk fribrottare
- 1973 – Andreas Svensson, svensk musiker i grupperna Backyard Babies och The Hellacopters med artistnamnet Dregen
- 1976 – Thomas Sørensen, dansk fotbollsmålvakt
- 1977 – Zoltan Bajkai, svensk skådespelare
- 1979 – Robin Carlsson, svensk sångare och låtskrivare med artistnamnet Robyn
- 1981 – Adriana Lima, brasiliansk fotomodell
- 1985
  - Cecilia von der Esch, svensk skådespelare och komiker
  - Dave Franco, amerikansk skådespelare
- 1992 – Philippe Coutinho, brasiliansk fotbollsspelare
- 2000 – Olga Carmona, spansk fotbollsspelare

## Avlidna
- 816 – Leo III, påve
- 1675 – Karl Emanuel II, 40, hertig av Savojen
- 1734 – James FitzJames, 1:e hertig av Berwick, 63, brittisk-fransk militär, marskalk av Frankrike
- 1758 – August Vilhelm, 35, prins av Preussen
- 1772 – Marc-Joseph Marion du Fresne, 48, fransk upptäcktsresande
- 1789 – Jean-Étienne Liotard, 86, schweizisk pastell- och miniatyrmålare
- 1816 – Pierre Augereau, 58, fransk militär, marskalk av Frankrike
- 1900 – Jean Frédéric Frenet, 84, fransk matematiker
- 1912
  - Frédéric Passy, 90, fransk ekonom, mottagare av Nobels fredspris 1901
  - Carl David af Wirsén, 69, svensk poet och litteraturkritiker, ledamot av Svenska Akademien, dess ständige sekreterare
- 1915 – Edvard Glæsel, 57, dansk trädgårdsarkitekt
- 1932 – Horace Chilton, 78, amerikansk demokratisk politiker, senator för Texas
- 1937 – Michail Tuchatjevskij, 44, sovjetisk fältmarskalk, chef för Röda armén
- 1946 – John H. Bankhead II, 73, amerikansk demokratisk politiker, senator för Alabama
- 1949 – Nils Björk, 83, svensk banvakt, småbrukare och socialdemokratisk politiker
- 1957 – Jimmy Dorsey, 53, amerikansk jazzmusiker och orkesterledare
- 1959 – Jerzy Świrski, 77, polsk militär
- 1963 – Andrew Cunningham, 80, brittisk sjömilitär
- 1979 – Gerda Björne, 87, svensk skådespelare
- 1980 – Carl Ivar Ståhle, 66, professor i nordiska språk, ledamot av Svenska Akademien
- 1982
  - Karl von Frisch, 95, österrikisk etolog, mottagare av Nobelpriset i fysiologi eller medicin 1973
  - Marie Rambert, 94, polsk-brittisk ballerina, danspedagog och balettchef
- 1983 – Norma Shearer, 80, amerikansk skådespelare
- 1986
  - Henake Schubak, 74, finländsk skådespelare
  - Murray Van Wagoner, 88, amerikansk demokratisk politiker, guvernör i Michigan
- 1990 – Terence O'Neill, 75, brittisk politiker, Nordirlands premiärminister
- 1993 – Wilhelm Gliese, 77, tysk astronom
- 1994 – Signhild Björkman, 87, svensk skådespelare
- 1997 – Bulat Okudzjava, 73, rysk författare, poet och pionjär inom den ryska trubadurkonsten
- 2001 – Nkem Nwankwo, 65, nigeriansk författare
- 2005 – Ingrid Schrewelius, 85, svensk modejournalist och tv-medarbetare
- 2006
  - György Ligeti, 83, ungersk-österrikisk kompositör
  - Robert Jäppinen, 81, svensk konstnär
- 2009 – Félix Malloum, 76, tchadisk politiker, Tchads president
- 2011 – John Hospers, 83, amerikansk filosof
- 2012 – Elinor Ostrom, 78, amerikansk statsvetare, mottagare av Sveriges Riksbanks pris i ekonomisk vetenskap till Alfred Nobels minne 2009
- 2014
  - Carla Laemmle, 104, amerikansk skådespelare
  - Gunnel Linde, 89, svensk barnboksförfattare
- 2023
  - Silvio Berlusconi, 86, italiensk mediemogul och politiker, premiärminister
  - Treat Williams, 71, amerikansk skådespelare
- 2024 – Jerry West, 86, amerikansk basketspelare